# Ariel Ribera
Ariel Ribera (Santa Cruz de la Sierra, Bolivia, 2 de agosto de 1985) es un futbolista boliviano. Juega de defensor y su equipo actual es el Universitario de Sucre de la Liga de Fútbol Profesional Boliviano.

## Clubes
| Club                   | País    | Año           |
| ---------------------- | ------- | ------------- |
| Oriente Petrolero      | Bolivia | 2008-2010     |
| Bolívar                | Bolivia | 2011-2012     |
| Universitario de Sucre | Bolivia | 2013-presente |